# Verenigd Indonesië-kabinet II
Het Verenigd Indonesië-kabinet II (Indonesisch: Kabinet Indonesia Bersatu II) was een Indonesisch kabinet dat regeerde in de jaren 2009-2014. Het was het tweede en laatste kabinet onder leiding van president Susilo Bambang Yudhoyono, nadat hij bij de presidentsverkiezingen van 2009 was herkozen. Tijdens deze termijn was Boediono vicepresident. Naast de Democratische Partij van Yudhoyono waren ook de partijen Golkar, Partij van het Nationale Ontwaken (PKB), Verenigde Ontwikkelingspartij (PPP), Nationale Mandaatpartij (PAN) en Partij voor Rechtvaardigheid en Welvaart (PKS) onderdeel van de coalitie.

## Samenstelling

### President en vicepresident
| President                | President | Vicepresident | Vicepresident |
| ------------------------ | --------- | ------------- | ------------- |
| Susilo Bambang Yudhoyono |           |               | Boediono      |

### Coördinerend ministers
| Nr. | Ministerspost                                                        | Minister                            | Minister                       | Partij |
| --- | -------------------------------------------------------------------- | ----------------------------------- | ------------------------------ | ------ |
| 1   | Coördinerend Minister voor Politieke, Juridische en Veiligheidszaken |                                     | Djoko Suyanto                  |        |
| 2   | Coördinerend Minister voor Economische Zaken                         |                                     | Hatta Rajasa (tot 13 mei 2014) | PAN    |
| 2   | Coördinerend Minister voor Economische Zaken                         | Chairul Tanjung (vanaf 19 mei 2014) |                                |        |
| 3   | Coördinerend Minister voor Volkswelvaart                             |                                     | Agung Laksono                  | Golkar |

### Ministers
| Nr. | Ministerspost                                                               | Minister                                                            | Minister                                                            | Partij               |
| --- | --------------------------------------------------------------------------- | ------------------------------------------------------------------- | ------------------------------------------------------------------- | -------------------- |
| 4   | Minister-Staatssecretaris                                                   |                                                                     | Sudi Silalahi                                                       |                      |
| 5   | Minister van Binnenlandse Zaken                                             |                                                                     | Gamawan Fauzi                                                       |                      |
| 6   | Minister van Buitenlandse Zaken                                             |                                                                     | Marty Natalegawa                                                    |                      |
| 7   | Minister van Defensie                                                       |                                                                     | Purnomo Yusgiantoro                                                 |                      |
| 8   | Minister van Justitie en Mensenrechten                                      |                                                                     | Patrialis Akbar (tot 19 oktober 2011)                               |                      |
| 8   | Minister van Justitie en Mensenrechten                                      |                                                                     | Amir Syamsuddin (vanaf 19 oktober 2011)                             | Democratische Partij |
| 9   | Minister van Financiën                                                      |                                                                     | Sri Mulyani Indrawati (tot 20 mei 2010)                             |                      |
| 9   | Minister van Financiën                                                      | Agus Martowardojo (van 20 mei 2010 tot 19 april 2013)               |                                                                     |                      |
| 9   | Minister van Financiën                                                      |                                                                     | Hatta Rajasa (waarnemend, van 19 april tot 21 mei 2013)             | PAN                  |
| 9   | Minister van Financiën                                                      | Muhammad Chatib Basri (vanaf 21 mei 2013)                           |                                                                     |                      |
| 10  | Minister van Energie en Minerale Hulpbronnen                                |                                                                     | Darwin Zahedy Saleh (tot 19 oktober 2011)                           |                      |
| 10  | Minister van Energie en Minerale Hulpbronnen                                |                                                                     | Jero Wacik (van 19 oktober 2011 tot 5 september 2014)               | Democratische Partij |
| 10  | Minister van Energie en Minerale Hulpbronnen                                | Chairul Tanjung (waarnemend, vanaf 11 september 2014)               |                                                                     |                      |
| 11  | Minister van Industrie                                                      |                                                                     | Mohamad Suleman Hidayat                                             |                      |
| 12  | Minister van Handel                                                         |                                                                     | Mari Elka Pangestu (tot 19 oktober 2011)                            |                      |
| 12  | Minister van Handel                                                         | Gita Wirjawan (van 19 oktober 2011 tot 31 januari 2014)             |                                                                     |                      |
| 12  | Minister van Handel                                                         | Bayu Krisnamurthi (waarnemend, van 31 januari tot 14 februari 2014) |                                                                     |                      |
| 12  | Minister van Handel                                                         | Muhammad Lutfi (vanaf 14 februari 2014)                             |                                                                     |                      |
| 13  | Minister van Landbouw                                                       |                                                                     | Suswono                                                             | PKS                  |
| 14  | Minister van Bosbouw                                                        |                                                                     | Zulkifli Hasan (tot 1 oktober 2014)                                 | PAN                  |
| 14  | Minister van Bosbouw                                                        | Chairul Tanjung (waarnemend, vanaf 1 oktober 2014)                  |                                                                     |                      |
| 15  | Minister van Transport                                                      |                                                                     | Freddy Numberi (tot 19 oktober 2011)                                | Democratische Partij |
| 15  | Minister van Transport                                                      |                                                                     | Evert Ernest Mangindaan (van 19 oktober 2011 tot 1 oktober 2014)    | Democratische Partij |
| 15  | Minister van Transport                                                      | Bambang Susantono                                                   |                                                                     |                      |
| 16  | Minister van Maritieme Zaken en Visserij                                    |                                                                     | Fadel Muhammad (tot 19 oktober 2011)                                | Golkar               |
| 16  | Minister van Maritieme Zaken en Visserij                                    |                                                                     | Sharif Cicip Sutarjo                                                | Golkar               |
| 17  | Minister van Arbeid en Transmigratie                                        |                                                                     | Muhaimin Iskandar (tot 1 oktober 2014)                              | PKB                  |
| 17  | Minister van Arbeid en Transmigratie                                        | Armida Alisjahbana (waarnemend, vanaf 1 oktober 2014)               |                                                                     |                      |
| 18  | Minister van Openbare Werken                                                |                                                                     | Djoko Kirmanto                                                      |                      |
| 19  | Minister van Gezondheid                                                     |                                                                     | Endang Rahayu Sedyaningsih (tot 30 april 2012)                      |                      |
| 19  | Minister van Gezondheid                                                     | Ali Ghufron Mukti (waarnemend, van 30 april tot 14 juni 2012)       |                                                                     |                      |
| 19  | Minister van Gezondheid                                                     | Nafsiah Mboi (vanaf 14 juni 2012)                                   |                                                                     |                      |
| 20  | Minister van Onderwijs en Cultuur                                           |                                                                     | Mohammad Nuh                                                        |                      |
| 21  | Minister van Sociale Zaken                                                  |                                                                     | Salim Segaf Al-Jufri                                                | PKS                  |
| 22  | Minister van Godsdienst                                                     |                                                                     | Suryadharma Ali (tot 26 mei 2014)                                   | PPP                  |
| 22  | Minister van Godsdienst                                                     |                                                                     | Agung Laksono (waarnemend, van 28 mei tot 9 juni 2014)              | Golkar               |
| 22  | Minister van Godsdienst                                                     |                                                                     | Lukman Hakim Saifuddin (vanaf 9 mei 2014)                           | PPP                  |
| 23  | Minister van Toerisme en Creatieve Economie                                 |                                                                     | Jero Wacik (tot 19 oktober 2011)                                    | Democratische Partij |
| 23  | Minister van Toerisme en Creatieve Economie                                 | Mari Elka Pangestu (vanaf 19 oktober 2011)                          |                                                                     |                      |
| 24  | Minister van Communicatie en Informatica                                    |                                                                     | Tifatul Sembiring (tot 30 september 2014)                           | PKS                  |
| 24  | Minister van Communicatie en Informatica                                    | Djoko Suyanto (waarnemend, vanaf 1 oktober 2014)                    |                                                                     |                      |
| 25  | Minister van Onderzoek en Technologie                                       |                                                                     | Suharna Surapranata (tot 19 oktober 2011)                           | PKS                  |
| 25  | Minister van Onderzoek en Technologie                                       | Gusti Muhammad Hatta (vanaf 19 oktober 2011)                        |                                                                     |                      |
| 26  | Minister van Coöperaties en Kleine en Middelgrote Ondernemers               |                                                                     | Syarief Hasan (tot 1 oktober 2014)                                  | Democratische Partij |
| 26  | Minister van Coöperaties en Kleine en Middelgrote Ondernemers               | Muhammad Lutfi (waarnemend, vanaf 1 oktober 2014)                   |                                                                     |                      |
| 27  | Minister van Milieu                                                         |                                                                     | Gusti Muhammad Hatta (tot 19 oktober 2011)                          |                      |
| 27  | Minister van Milieu                                                         | Balthasar Kambuaya (vanaf 19 oktober 2011)                          |                                                                     |                      |
| 28  | Minister van Vrouwenemancipatie en Kinderbescherming                        |                                                                     | Linda Amalia Sari                                                   |                      |
| 29  | Minister van Benutting van het Staatsapparaat en Bureaucratische Hervorming |                                                                     | Evert Ernest Mangindaan (tot 19 oktober 2011)                       | Democratische Partij |
| 29  | Minister van Benutting van het Staatsapparaat en Bureaucratische Hervorming |                                                                     | Azwar Abubakar (vanaf 19 oktober 2011)                              | PAN                  |
| 30  | Minister van Ontwikkeling van Achtergebleven Gebieden                       |                                                                     | Helmy Faishal Zaini (tot 1 oktober 2014)                            | PKB                  |
| 30  | Minister van Ontwikkeling van Achtergebleven Gebieden                       | Armida Alisjahbana (waarnemend, vanaf 1 oktober 2014)               |                                                                     |                      |
| 31  | Minister van Nationale Ontwikkelingsplanning                                |                                                                     | Armida Alisjahbana                                                  |                      |
| 32  | Minister van Staatsbedrijven                                                |                                                                     | Mustafa Abubakar (tot 19 oktober 2011)                              |                      |
| 32  | Minister van Staatsbedrijven                                                | Dahlan Iskan (vanaf 19 oktober 2011)                                |                                                                     |                      |
| 33  | Minister van Volkshuisvesting                                               |                                                                     | Suharso Monoarfa (tot 19 oktober 2011)                              | PPP                  |
| 33  | Minister van Volkshuisvesting                                               |                                                                     | Djan Faridz (vanaf 19 oktober 2011)                                 | PPP                  |
| 34  | Minister van Jongeren en Sport                                              |                                                                     | Andi Mallarangeng (tot 7 december 2012)                             | Democratische Partij |
| 34  | Minister van Jongeren en Sport                                              |                                                                     | Agung Laksono (waarnemend, van 7 december 2012 tot 15 januari 2013) | Golkar               |
| 34  | Minister van Jongeren en Sport                                              |                                                                     | Roy Suryo (vanaf 15 januari 2013)                                   | Democratische Partij |

### Beambten met de status van minister
| Nr. | Ministerspost                                                                         | Minister                                                    | Minister                                      | Partij |
| --- | ------------------------------------------------------------------------------------- | ----------------------------------------------------------- | --------------------------------------------- | ------ |
| 35  | Procureur-generaal                                                                    |                                                             | Hendarman Supandji (tot 24 september 2010)    |        |
| 35  | Procureur-generaal                                                                    | Darmono (waarnemend, van 24 september tot 26 november 2010) |                                               |        |
| 35  | Procureur-generaal                                                                    | Basrief Arief (vanaf 26 november 2010)                      |                                               |        |
| 36  | Commandant der Strijdkrachten (TNI)                                                   |                                                             | Djoko Santoso (tot 28 september 2010)         |        |
| 36  | Commandant der Strijdkrachten (TNI)                                                   | Agus Suhartono (van 28 september 2010 tot 30 augustus 2013) |                                               |        |
| 36  | Commandant der Strijdkrachten (TNI)                                                   |                                                             | Moeldoko (vanaf 30 augustus 2013)             | [ 5 ]  |
| 37  | Hoofd van de Nationale Politie (POLRI)                                                |                                                             | Bambang Hendarso Danuri (tot 22 oktober 2010) |        |
| 37  | Hoofd van de Nationale Politie (POLRI)                                                | Timur Pradopo (van 22 oktober 2010 tot 25 oktober 2013)     |                                               |        |
| 37  | Hoofd van de Nationale Politie (POLRI)                                                | Sutarman (vanaf 25 oktober 2013)                            |                                               |        |
| 38  | Hoofd van de Presidentiële Werkgroep voor Toezicht en Controle op Ontwikkeling (UKP4) |                                                             | Kuntoro Mangkusubroto                         |        |
| 39  | Secretaris van het kabinet                                                            |                                                             | Dipo Alam                                     |        |